# Brøndby IF
Brondby IF je danski nogometni klub iz Brondbya, predgrađa Kopenhagena. 

## Uspjesi
- Danska Superliga
  - Prvak (11): 1985., 1987., 1988., 1990., 1991., 1995./96., 1996./97., 1997./98., 2001./02., 2004./05., 2020./21.

- Kup Danske
  - Pobjednik (7): 1988./89., 1993./94., 1997./98., 2002./03., 2004./05., 2007./08., 2017./18.

- Danski Liga Kup
  - Pobjednik (3) : 1984., 2005., 2006.

- Danski Superkup
  - Pobjednik (4) : 1994., 1996., 1997., 2002.

## Poznati igrači kluba
- Michael Laudrup
- Brian Laudrup
- Lars Lunde
- Kim Vilfort
- Peter Schmeichel
- Ebbe Sand
- Morten Wieghorst
- Daniel Agger

## Vanjske poveznice
- Službene stranice